# Speciální angličtina
Speciální angličtina je zjednodušená forma anglického jazyka, kterou používá americká rozhlasová stanice Hlas Ameriky při vysílání denních zpráv.
Zprávy se čtou pomalu a používá se omezené množství anglických slov a jednoduchá gramatika.
Tímto způsobem mohou získat i posluchači, pro které není angličtina mateřský jazyk, dobrý zdroj zpráv a informací. Speciální angličtina pomáhá posluchačům s malou slovní zásobou zlepšovat svou angličtinu. V některých zemích (například Čína) je speciální angličtina stále populárnější u studentů-začátečníků.
Speciální angličtina byla ve vysílání poprvé použita 19. října 1959.